# 能美町
能美町（のうみちょう）は、かつて広島県に存在した町。佐伯郡に属した。町域は西能美島の東半分と東能美島の北西部で構成されていた。
2004年11月1日に安芸郡江田島町及び佐伯郡大柿町・沖美町と合併（新設合併）して江田島市に移行したことに伴い消滅した。
なお、江田島市役所の本庁舎は旧能美町役場であったが、改修工事を行った大柿支所へ2016年8月1日に移転したため、従来の江田島市役所本庁舎は江田島市役所能美支所となった。

## 歴史・沿革
- 1874年（明治7年）- 中村に広島警察署第三邏卒分屯所、郵便取扱所が設置される[1]。
- 1889年（明治22年）4月1日 - 町村制施行により佐伯郡鹿川村・高田村・中村が成立する。
- 1890年（明治23年） - 廿日市、中村間に郵便船が就航[2]。
- 1900年（明治33年） - がんね砲台が設置される。
- 1902年（明治35年） - 鹿川、中村、高田の漁民により各漁業組合が結成される。
- 1905年（明治38年） - 芸予地震発生。
- 1905年（明治38年） - 大原、中村、江田島、宇品を結ぶ航路が開設。蒸気船「海勝丸」が就航。
- 1915年（大正4年） - 各地区に電気が通じ、電灯が灯る[3]。
- 1925年（大正14年） - 高田、柿浦間に乗り合いバス（馬車）が通じる。
- 1945年（昭和20年） - 8月15日終戦、9月枕崎台風による大被害[4]。
- 1951年（昭和26年）1月1日 - 鹿川村が町制を施行して鹿川町になる。
- 1955年（昭和30年）4月1日 - 鹿川町・高田村・中村が合併（新設合併）し、能美町となる[5]。
- 1965年（昭和40年） - 太田川の水道用水が江能地区にパイプラインで供給されるようになる。
- 1967年（昭和42年） - 高田にフェリー接岸施設が完成[6]。
- 1973年（昭和48年） - 早瀬大橋完成[7]。
- 1974年（昭和49年） - 真道山で山火事、120ha消失。
- 2004年（平成16年）11月1日 - 安芸郡江田島町及び佐伯郡大柿町・沖美町と合併（新設合併）、市制施行により江田島市となる。

## 地理

### 山
- 野登呂山（宇根山、542.0m）
- 真道山（286.6m）
- 立山（149.1m）

## 名所・旧跡
- 国民宿舎能美海上ロッジ

## 大字（2004年10月31日当時のデータ）
- 鹿川（かのかわ）
- 高田（たかた）
- 中町（なかまち）

## 交通（2004年10月31日当時のデータ）

### 鉄道
町内は通っていない。

### 道路
国道
- 国道487号

主要地方道
- 広島県道36号高田沖美江田島線

一般県道
- 1994年までは広島県道299号三高鹿川飛渡瀬線があったが、同路線と広島県道36号音戸沖美線の一部が主要地方道再編により広島県道36号高田沖美江田島線になってからはなくなった。

### 航路
- 高速艇 ： 中町・海上ロッジ・高田 - 宇品（広島市）
- フェリー ： 中町・高田（車両乗降は高田のみ可） - 宇品

## 教育（2004年10月31日当時のデータ）

### 小学校
- 能美町立鹿川小学校
- 能美町立高田小学校
- 能美町立中町小学校

### 中学校
- 能美町立能美中学校

### 特別支援学校
- 広島県立呉特別支援学校江能分級

## 能美町出身の有名人
- 芦原英幸 - 空手家、芦原会館創設者
- 栗原恵 - バレーボール選手
- 徳永洋平 - レントゲン技師